# Scepasma gigas
Scepasma gigas (лат.) — вид вымерших насекомых с неполным превращением из семейства Homoiopteridae отряда палеодиктиоптер. Типовой вид рода Scepasma.
Описан по типовому образцу YPM 22 — оттиску фрагмента заднего крыла, найденному в палеозойских отложениях каменноугольного периода формации Mazon Creek, штат Иллинойс (США). В 1934 году Guthörl описал вид Roechlingia hitleri по оттиску крыла из Brefeld Mine, расположенного в земле Саар (Германия). Впоследствии этот вид был признан синонимом Scepasma gigas. Примерный размер крыла Scepasma gigas 161,3 на 47,4 мм.